# Diadegma hospitum
Diadegma hospitum là một loài tò vò trong họ Ichneumonidae.